# (7932) Plimpton
(7932) Plimpton ist ein Asteroid des inneren Hauptgürtels, der am 7. April 1989 von der US-amerikanischen Astronomin Eleanor Helin am Palomar-Observatorium (IAU-Code 675) nordöstlich von San Diego in Kalifornien entdeckt wurde.
Benannt wurde er am 7. Juni 2009 nach dem US-amerikanischen Autor und Schriftsteller George Plimpton (1927–2003), der zahlreiche junge Schriftsteller förderte und 1953 zusammen mit einer Gruppe junger amerikanischer Literaten die Literaturzeitschrift The Paris Review gründete, deren Chefredakteur er bis zu seinem Tode blieb.
Der Himmelskörper gehört zur Nysa-Gruppe, einer nach (44) Nysa benannten Gruppe von Asteroiden (auch Hertha-Familie genannt nach (135) Hertha).